# 匹茲敦 (新澤西州)
匹茲敦（英語：Pittstown）是位於美國新澤西州亨特登縣的非建制地區。

## 歷史
匹茲敦的郵局自1795年營運至今。

## 地理
匹茲敦所處的海拔為高於海平面116米（即381英呎），而該地所採用的時區為UTC-5，即北美东部时区（EST）。同時該地設有夏令時間，為UTC-5調快一小時，即UTC-4（EDT）。